# 西陣織
西陣織（日语：／ Nishijin'ori */?）是日本京都府京都市傳統的織布技術。
西陣是1467年至1477年應仁之亂時，西軍主要駐紮的地區，但目前京都市內並無以此為名的正式行政區。西陣織業者主要分佈在京都市區的西北部。
西陣與西陣織為「西陣織工業組合」的註冊商標，他們並在京都市內建立了「西陣織會館」來展示西陣織的相關資料；該館對外開放二層，一樓主要是用來定期舉辦和服秀來展示西陣織之美的秀場舞台，以及西陣織歷史資料展示區，二樓則為西陣織相關產品賣場。

## 關連項目
- 絹
- 船岡山城（日语：船岡山城）

## 外部連結
- 西陣織工業組合 （页面存档备份，存于）
- 京都市產業技術研究所纖維技術中心
- 財團法人傳統的工藝品產業振興協會 （页面存档备份，存于）